# 運動史研究 (雑誌)
運動史研究（うんどうしけんきゅう）は、1978年から1986年まで三一書房から発行されていた、社会運動、左翼運動の歴史についての論文・書評・インタビュー・座談会などを掲載した日本の雑誌。

## 概説
- 荒畑寒村・飛鳥井雅道・石堂清倫・伊藤晃・菊地昌典・栗原幸夫・埴谷雄高・平野謙・宮内勇・渡部徹を発起人として、運動史研究会がつくられた。
- 運動史研究会の編集により、年2回、おおむね2月と8月に刊行されていた。1978年2月（1号）～1986年2月（17号）。
- 運動史研究会会報が発行された。1号(1977年11月)～32号(1986年5月)。